# Bronisław Sowiński
Bronisław Sowiński ps. Sępowski (ur. 23 maja 1906 w Rozkoszówce) – polski partyzant, żołnierz Batalionów Chłopskich, komendant obwodu Hrubieszów Okręgu Lublin tej organizacji.

## Życiorys
Urodził się jako syn Stanisława i Franciszki. Przed wybuchem II wojny światowej uzyskał niepełne średnie wykształcenie. Działał w ZMW „Wici”, był członkiem SL.
W lipcu 1940 włączył się w działalność podziemną i współorganizował Chłopską Straż na terenie powiatu hrubieszowskiego. Później wstąpił do Batalionów Chłopskich. Od grudnia 1942 do połowy 1943 był komendantem obwodowym Batalionów Chłopskich. Zagrożony aresztowaniem przeszedł do oddziału partyzanckiego dowodzonego przez Stanisława Basaja. Walczył z Niemcami i UPA pod Kolonią Górki, Łaskowem i w Puszczy Solskiej.
Po wojnie należał do PSL i był więziony przez UB.

## Ordery i odznaczenia
- Złoty Krzyż Zasługi z Mieczami
- Krzyż Walecznych